# Velký netřebský rybník
Velký netřebský rybník je rozsáhlá vodní plocha, která sousedí ze západu s vesnicí Netřeby, která je dnes součástí Českých Heřmanic. Leží v okrese Ústí nad Orlicí, ovšem těsně za hranicí s okresem Svitavy. Jeho rozloha činí přibližně 32 ha, měřeno v základní mapě 1:10000, udáváno je 31 ha.
Rybník je součástí soustavy rybníků, po toku potoka Labuťka (povodí říčky Loučná), na kterém je soustava vybudována, následuje rybník Heřmánek a Šváb. Rybníky jsou také napájeny kanálem od Končinského potoka. Potok Labuťka vlastně vzniká také jako kanál odbočující z Končinského potoka nad vesnicí Netřeby a pod soustavou rybníků pak ústí do Sloupnického potoka ve vesnici Tisová. Ve vesnici Netřeby pak nad Velkým Netřebským rybníkem leží ještě drobný Malý netřebský rybník. Rybníky byly budovány v této oblasti už v 15. století a Velký netřebský rybník patří k těm nejstarším. V některých mapách se můžeme setkat se jménem Netřebský rybník, který označuje ten velký, ještě v 19. století se mu říkalo Velký horecký rybník podle nedaleké vesnice Horky. Rybník je domovem některých vodních ptáků a bahňáků nebo jim slouží v době tahu. Zaznamenán byl např. polák velký (Aythya ferina), čáp černý (Ciconia nigra) a čejka chocholatá (Vanellus vanellus). Také se zde vyskytují běžné vodní rostliny, alespoň v minulosti byl zaznamenán např. Rdestík hřebenitý (Potamogeon pectinatus).

## Galerie

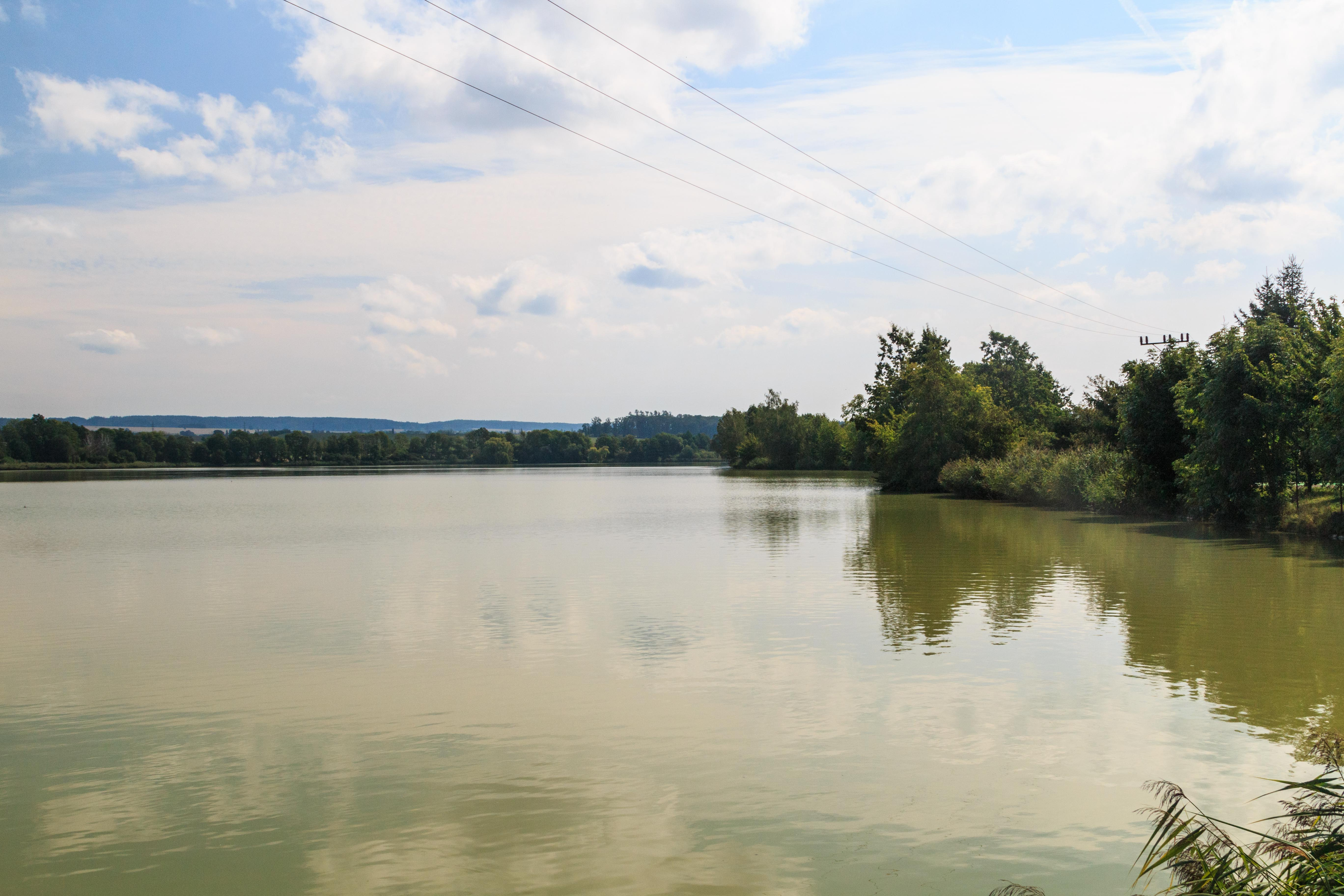
pohled na Netřebský rybník
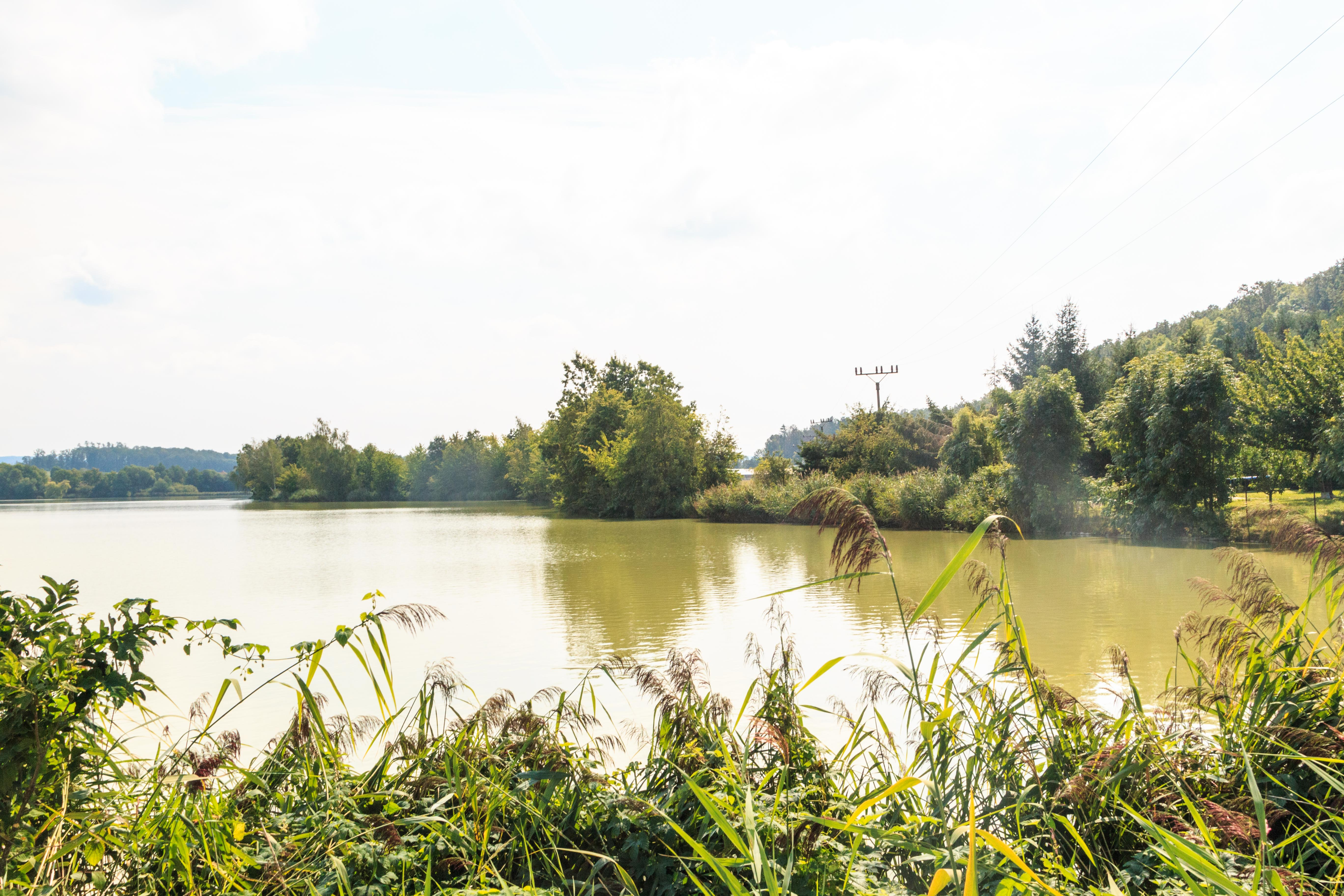
pohled na Netřebský rybník
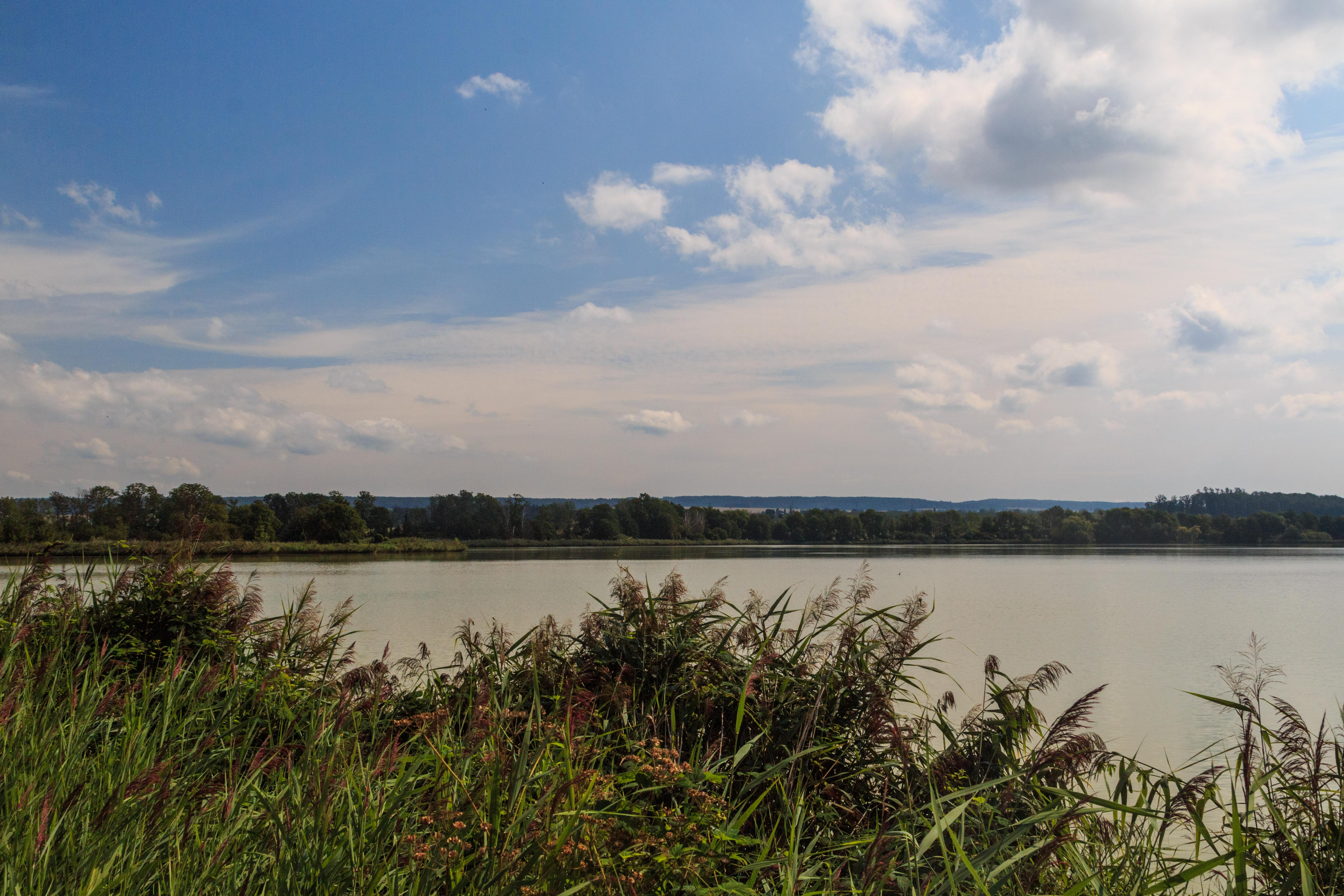
pohled na Netřebský rybník
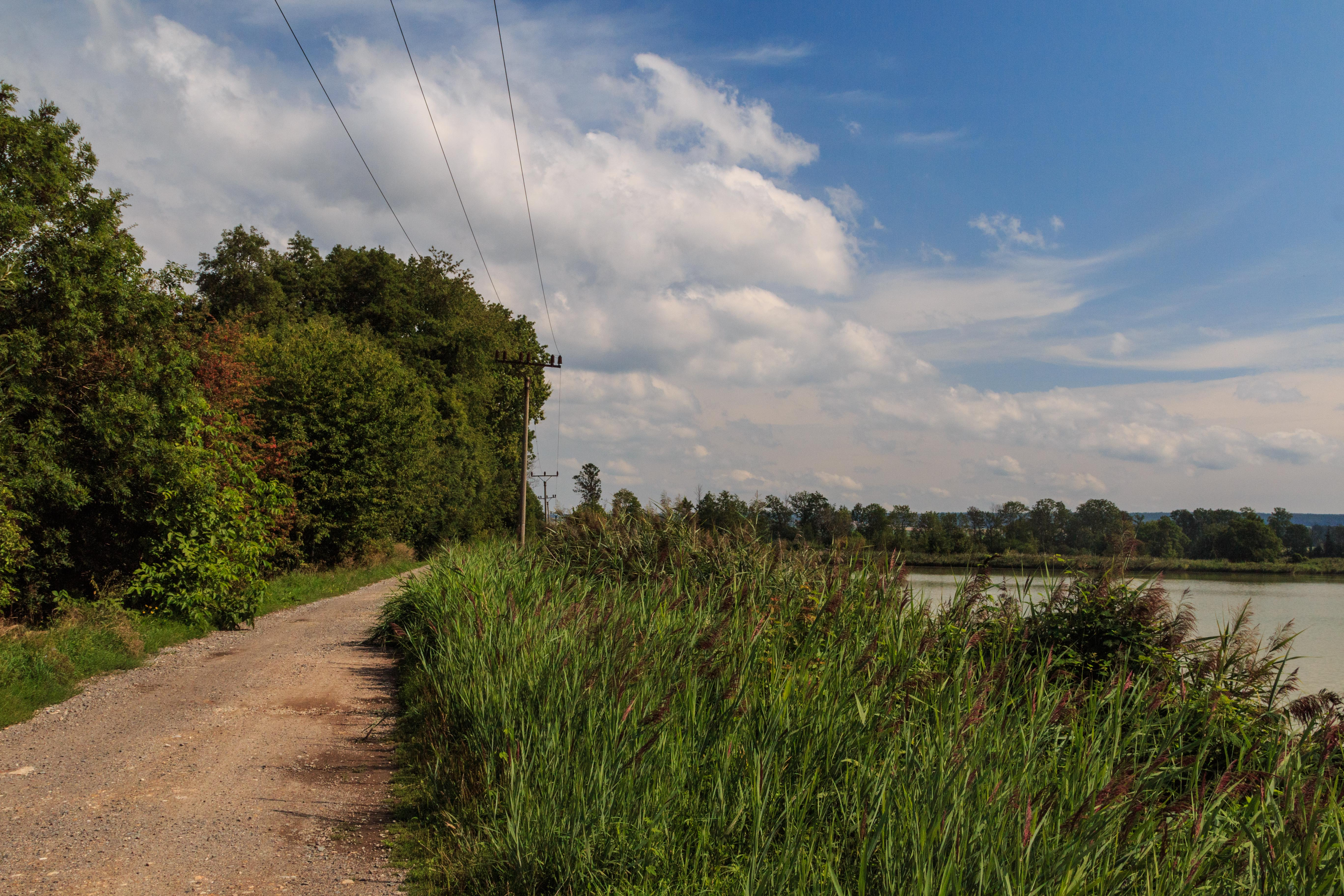
pohled na Netřebský rybník